# Premier League 2020-2021
Sezonul Premier League 2020–2021 a fost cel de-al 29-lea sezon al Premier League, eșalonul principal de fotbal profesionist din Anglia. Liverpool era campioana en-titre după ce a câștigat al nouăsprezecelea titlu de campioană în sezonul precedent, primul lor titlu în era Premier League. Sezonul a fost inițial programat să înceapă la 8 august, dar acest lucru a fost amânat pentru la 12 septembrie, ca urmare a amânării încheierii sezonului precedent din cauza pandemiei de COVID-19.
A fost cel de-al doilea sezon din Premier League care a avut pauza de la jumătatea sezonului în februarie, în care cinci partide dintr-o etapă normală s-au jucat într-un weekend, iar restul de cinci în weekendul următor. Acesta a fost, de asemenea, al doilea sezon din Premier League în care s-a folosit VAR. Așa cum s-a întâmplat la sfârșitul sezonului precedent, fanii vor fi prezenți pe stadioane în număr limitat sau deloc.
Leeds United FC, West Bromwich și Fulham au fost echipele care au promovat din Championship în sezonul 2019-2020.
Pe 17 aprilie 2021, Sheffield United FC a devenit prima echipa care a retrogradat matematic cu șase etape înainte de finalul sezonului.  Pe 9 mai 2021 West Bromwich a devenit matematic a doua echipă care a retrogradat din Premier League după înfrângerea cu 3-1 în fața lui Arsenal Londra. Fulham a devenit a treia echipă care a retrogradat din Premier League cu trei etape înainte de final după înfrângerea cu 2-0 în fața lui Burnley.
Manchester City F.C. a devenit matematic campioană pentru a șaptea oară în istoria sa, la 11 mai 2021, după ce Leicester a învins pe Manchester United. 

## Echipe

### Stadioane și orașe
Notă: Tabelul se aranjează în ordine alfabetică.
| Echipa                  | Oraș                | Stadion                    | Capacitate |
| ----------------------- | ------------------- | -------------------------- | ---------- |
| Arsenal                 | Londra              | Emirates Stadium           | 60.704     |
| Aston Villa             | Birmingham          | Villa Park                 | 42.785     |
| Brighton & Hove Albion  | Brighton            | Falmer Stadium             | 30.750     |
| Burnley                 | Burnley             | Turf Moor                  | 21.944     |
| Chelsea                 | Londra              | Stamford Bridge            | 40.834     |
| Crystal Palace          | Londra              | Selhurst Park              | 25486      |
| Everton                 | Liverpool           | Goodison Park              | 39.414     |
| Fulham                  | Londra              | Craven Cottage             | 19.000     |
| Leeds United            | Leeds               | Elland Road                | 37.890     |
| Leicester City          | Leicester           | King Power Stadium         | 32.312     |
| Liverpool               | Liverpool           | Anfield                    | 53.394     |
| Manchester City         | Manchester          | City of Manchester Stadium | 55.017     |
| Manchester United       | Manchester          | Old Trafford               | 74.879     |
| Newcastle United        | Newcastle upon Tyne | St James' Park             | 52.388     |
| Sheffield United        | Sheffield           | Bramall Lane               | 32.125     |
| Southampton             | Southampton         | St Mary's Stadium          | 32.505     |
| Tottenham Hotspur       | Londra              | Tottenham Hotspur Stadium  | 62.303     |
| West Bromwich Albion    | West Bromwich       | The Hawthorns              | 26.850     |
| West Ham United         | Londra              | London Stadium             | 60.000     |
| Wolverhampton Wanderers | Wolverhampton       | Molineux Stadium           | 32.050     |

### Schimbări de antrenori
| Echipa               | Antrenorul care pleacă | Motivul plecării | Data plecării     | Poziția în clasament | Antrenorul care vine           | Data numirii      |
| -------------------- | ---------------------- | ---------------- | ----------------- | -------------------- | ------------------------------ | ----------------- |
| West Bromwich Albion | Slaven Bilić           | Demis            | 16 decembrie 2020 | locul 19             | Sam Allardyce                  | 16 decembrie 2020 |
| Chelsea              | Frank Lampard          | Demis            | 25 ianuarie 2021  | locul 9              | Thomas Tuchel                  | 26 ianuarie 2021  |
| Sheffield United     | Chris Wilder           | De comun acord   | 13 martie 2021    | locul 20             | Paul Heckingbottom (interimar) | 13 martie 2021    |
| Tottenham Hotspur    | José Mourinho          | Demis            | 19 aprilie 2021   | locul 7              | Ryan Mason (interimar)         | 19 aprilie 2021   |

## Rezultate

### Clasament
| Loc | Echipă                 | MJ | V  | E  | Î  | GM | GP | G   | P  | Calificare                                    |
| --- | ---------------------- | -- | -- | -- | -- | -- | -- | --- | -- | --------------------------------------------- |
| 1   | Manchester City        | 38 | 27 | 5  | 6  | 83 | 32 | +51 | 86 | Calificare în faza grupelor Ligii Campionilor |
| 2   | Manchester United      | 38 | 21 | 11 | 6  | 73 | 44 | +29 | 74 | Calificare în faza grupelor Ligii Campionilor |
| 3   | Liverpool              | 38 | 20 | 9  | 9  | 68 | 42 | +26 | 69 | Calificare în faza grupelor Ligii Campionilor |
| 4   | Chelsea                | 38 | 19 | 10 | 9  | 58 | 36 | +22 | 67 | Calificare în faza grupelor Ligii Campionilor |
| 5   | Leicester City         | 38 | 20 | 6  | 12 | 68 | 50 | +18 | 66 | Calificare în faza grupelor Europa League     |
| 6   | West Ham United        | 38 | 19 | 8  | 13 | 62 | 47 | +15 | 65 | Calificare în faza grupelor Europa League     |
| 7   | Tottenham Hotspur      | 38 | 18 | 8  | 12 | 69 | 45 | +23 | 62 | Play-off-ul Europa Conference League 2021-22  |
| 8   | Arsenal                | 38 | 18 | 7  | 13 | 55 | 39 | +16 | 61 |                                               |
| 9   | Leeds United           | 38 | 18 | 5  | 15 | 62 | 54 | +8  | 59 |                                               |
| 10  | Everton                | 38 | 17 | 8  | 13 | 47 | 48 | -1  | 59 |                                               |
| 11  | Aston Villa            | 38 | 16 | 7  | 15 | 55 | 46 | +9  | 55 |                                               |
| 12  | Newcastle United       | 38 | 12 | 9  | 17 | 46 | 62 | -16 | 45 |                                               |
| 13  | Wolverhampton          | 38 | 12 | 9  | 17 | 36 | 52 | -16 | 45 |                                               |
| 14  | Crystal Palace         | 38 | 12 | 8  | 18 | 41 | 66 | -25 | 44 |                                               |
| 15  | Southampton            | 38 | 12 | 7  | 19 | 47 | 68 | -21 | 43 |                                               |
| 16  | Brighton & Hove Albion | 38 | 9  | 14 | 15 | 40 | 46 | -6  | 41 |                                               |
| 17  | Burnley FC             | 38 | 10 | 9  | 19 | 33 | 55 | -22 | 39 |                                               |
| 18  | Fulham                 | 38 | 5  | 13 | 20 | 27 | 53 | -26 | 28 | Retrogradare în Championship                  |
| 19  | West Bromwich Albion   | 38 | 5  | 11 | 22 | 35 | 76 | -41 | 26 | Retrogradare în Championship                  |
| 20  | Sheffield United FC    | 38 | 7  | 2  | 29 | 20 | 63 | -43 | 23 | Retrogradare în Championship                  |

### Rezultate meciuri
| Rezultate | ARS | AST | BHA | BUR | CHE | CRY | EVE | FUL | LEE | LEI | LIV | MCI | MUN | NEW | SHU | SOU | TOT | WBA | WHU | WOL |
| --------- | --- | --- | --- | --- | --- | --- | --- | --- | --- | --- | --- | --- | --- | --- | --- | --- | --- | --- | --- | --- |
| ARS       |     | 0-3 | 2-0 | 0-1 | 3-1 | 0-0 | 0-1 | 1-1 | 4-2 | 1-2 | 0-3 | 0-1 | 0-0 | 3-0 | 2-1 | 1-1 | 2-1 | 3-1 | 2-1 | 1-2 |
| AST       | 1-0 |     | 1-2 | 0-0 | 2-1 | 3-0 | 0-0 | 3-1 | 0-3 | 1-2 | 7-2 | 1-2 | 1-3 | 2-0 | 1-0 | 3-4 | 0-2 | 2-2 | 1-3 | 0-0 |
| BHA       | 0-1 | 0-0 |     | 0-0 | 1-3 | 1-2 | 0-0 | 0-0 | 2-0 | 1-2 | 1-1 | 3-2 | 2-3 | 3-0 | 1-1 | 1-2 | 1-0 | 1-1 | 1-1 | 3-3 |
| BUR       | 1-1 | 3-2 | 1-1 |     | 0-3 | 1-0 | 1-1 | 1-1 | 0-4 | 1-1 | 0-3 | 0-2 | 0-1 | 1-2 | 1-0 | 0-1 | 0-1 | 0-0 | 1-2 | 2-1 |
| CHE       | 0-1 | 1-1 | 0-0 | 2-0 |     | 4-0 | 2-0 | 2-0 | 3-1 | 2-1 | 0-2 | 1-3 | 0-0 | 2-0 | 4-1 | 3-3 | 0-0 | 2-5 | 3-0 | 0-0 |
| CRY       | 1-3 | 3-2 | 1-1 | 0-3 | 1-4 |     | 1-2 | 0-0 | 4-1 | 1-1 | 0-7 | 0-2 | 0-0 | 0-2 | 2-0 | 1-0 | 1-1 | 1-0 | 2-3 | 1-0 |
| EVE       | 2-1 | 1-2 | 4-2 | 1-2 | 1-0 | 1-1 |     | 0-2 | 0-1 | 1-1 | 2-2 | 1-3 | 1-3 | 0-2 | 0-1 | 1-0 | 2-2 | 5-2 | 0-1 | 1-0 |
| FUL       | 0-3 | 0-3 | 0-0 | 0-2 | 0-1 | 1-2 | 2-3 |     | 1-2 | 0-2 | 1-1 | 0-3 | 1-2 | 0-2 | 1-0 | 0-0 | 0-1 | 2-0 | 0-0 | 0-1 |
| LEE       | 0-0 | 0-1 | 0-1 | 1-0 | 0-0 | 2-0 | 1-2 | 4-3 |     | 1-4 | 1-1 | 1-1 | 0-0 | 5-2 | 2-1 | 3-0 | 3-1 | 3-1 | 1-2 | 0-1 |
| LEI       | 1-3 | 0-1 | 3-0 | 4-2 | 2-0 | 2-1 | 0-2 | 1-2 | 1-3 |     | 3-1 | 0-2 | 2-2 | 2-4 | 5-0 | 2-0 | 2-4 | 3-0 | 0-3 | 1-0 |
| LIV       | 3-1 | 2-1 | 0-1 | 0-1 | 0-1 | 2-0 | 0-2 | 0-1 | 4-3 | 3-0 |     | 1-4 | 0-0 | 1-1 | 2-1 | 2-0 | 2-1 | 1-1 | 2-1 | 4-0 |
| MCI       | 1-0 | 2-0 | 1-0 | 5-0 | 1-2 | 4-0 | 5-0 | 2-0 | 1-2 | 2-5 | 1-1 |     | 0-2 | 2-0 | 1-0 | 5-2 | 3-0 | 1-1 | 2-1 | 4-1 |
| MUN       | 0-1 | 2-1 | 2-1 | 3-1 | 0-0 | 1-3 | 3-3 | 1-1 | 6-2 | 1-2 | 2-4 | 0-0 |     | 3-1 | 1-2 | 9-0 | 1-6 | 1-0 | 1-0 | 1-0 |
| NEW       | 0-2 | 1-1 | 0-3 | 3-1 | 0-2 | 1-2 | 2-1 | 1-1 | 1-2 | 1-2 | 0-0 | 3-4 | 1-4 |     | 1-0 | 3-2 | 2-2 | 2-1 | 3-2 | 1-1 |
| SHU       | 0-3 | 1-0 | 1-0 | 1-0 | 1-2 | 0-2 | 0-1 | 1-1 | 0-1 | 1-2 | 0-2 | 0-1 | 2-3 | 1-0 |     | 0-2 | 1-3 | 2-1 | 0-1 | 0-2 |
| SOU       | 1-3 | 0-1 | 1-2 | 3-2 | 1-1 | 3-1 | 2-0 | 3-1 | 0-2 | 1-1 | 1-0 | 0-1 | 2-3 | 2-0 | 3-0 |     | 2-5 | 2-0 | 0-0 | 1-2 |
| TOT       | 2-0 | 1-2 | 2-1 | 4-0 | 0-1 | 4-1 | 0-1 | 1-1 | 3-0 | 0-2 | 1-3 | 2-0 | 1-3 | 1-1 | 4-0 | 2-1 |     | 2-0 | 3-3 | 2-0 |
| WBA       | 0-4 | 0-3 | 1-0 | 0-0 | 3-3 | 1-5 | 0-1 | 2-2 | 0-5 | 0-3 | 1-2 | 0-5 | 1-1 | 0-0 | 1-0 | 3-0 | 0-1 |     | 1-3 | 1-1 |
| WHU       | 3-3 | 2-1 | 2-2 | 1-0 | 0-1 | 1-1 | 0-1 | 1-0 | 2-0 | 3-2 | 1-3 | 1-1 | 1-3 | 0-2 | 3-0 | 3-0 | 2-1 | 2-1 |     | 4-0 |
| WOL       | 2-1 | 0-1 | 2-1 | 0-4 | 2-1 | 2-0 | 1-2 | 1-0 | 1-0 | 0-0 | 0-1 | 1-3 | 1-2 | 1-1 | 1-0 | 1-1 | 1-1 | 2-3 | 2-3 |     |

Sursa: Premier League rezultate
1. Echipa gazdă este trecută pe coloana din stânga
2. Culori: Albastru = victorie a echipei gazdă; Galben = egal; Roșu = victorie a echipei oaspete

## Statistici

### Golgheteri
| Loc | Jucător               | Club              | Goluri |
| --- | --------------------- | ----------------- | ------ |
| 1   | Harry Kane            | Tottenham Hotspur | 23     |
| 2   | Mohamed Salah         | Liverpool         | 22     |
| 3   | Bruno Fernandes       | Manchester United | 18     |
| 4   | Patrick Bamford       | Leeds United      | 17     |
| 4   | Son Heung-min         | Tottenham Hotspur | 17     |
| 6   | Dominic Calvert-Lewin | Everton           | 16     |
| 7   | Jamie Vardy           | Leicester City    | 15     |
| 8   | Ollie Watkins         | Aston Villa       | 14     |
| 9   | İlkay Gündoğan        | Manchester City   | 13     |
| 9   | Alexandre Lacazette   | Arsenal           | 13     |

### Portari cu meciuri fără gol primit
| Loc | Jucător           | Club                    | Meciuri fără gol primit sheets |
| --- | ----------------- | ----------------------- | ------------------------------ |
| 1   | Ederson           | Manchester City         | 19                             |
| 2   | Édouard Mendy     | Chelsea                 | 16                             |
| 3   | Emiliano Martínez | Aston Villa             | 15                             |
| 4   | Hugo Lloris       | Tottenham Hotspur       | 12                             |
| 5   | Bernd Leno        | Arsenal                 | 11                             |
| 5   | Illan Meslier     | Leeds United            | 11                             |
| 5   | Nick Pope         | Burnley                 | 11                             |
| 5   | Kasper Schmeichel | Leicester City          | 11                             |
| 9   | Alisson Becker    | Liverpool               | 10                             |
| 9   | Łukasz Fabiański  | West Ham United         | 10                             |
| 9   | Rui Patrício      | Wolverhampton Wanderers | 10                             |
| 9   | Jordan Pickford   | Everton                 | 10                             |
| 9   | Robert Sánchez    | Brighton & Hove Albion  | 10                             |

## Premii

### Premii lunare
| Luna       | Antrenorul lunii    | Antrenorul lunii        | Jucătorul lunii       | Jucătorul lunii   | Golul lunii      | Golul lunii       | Referințe            |
| Luna       | Antrenor            | Club                    | Jucător               | Club              | Jucător          | Club              | Referințe            |
| ---------- | ------------------- | ----------------------- | --------------------- | ----------------- | ---------------- | ----------------- | -------------------- |
| Septembrie | Carlo Ancelotti     | Everton                 | Dominic Calvert-Lewin | Everton           | James Maddison   | Leicester City    | [ 20 ] [ 21 ] [ 22 ] |
| Octombrie  | Nuno Espírito Santo | Wolverhampton Wanderers | Son Heung-min         | Tottenham Hotspur | Manuel Lanzini   | West Ham United   | [ 23 ] [ 24 ] [ 25 ] |
| Noiembrie  | José Mourinho       | Tottenham Hotspur       | Bruno Fernandes       | Manchester United | Ola Aina         | Fulham            | [ 26 ] [ 27 ] [ 28 ] |
| Decembrie  | Dean Smith          | Aston Villa             | Bruno Fernandes       | Manchester United | Sébastien Haller | West Ham United   | [ 29 ] [ 30 ] [ 31 ] |
| Ianuarie   | Pep Guardiola       | Manchester City         | İlkay Gündoğan        | Manchester City   | Mohamed Salah    | Liverpool         | [ 32 ] [ 33 ] [ 34 ] |
| Februarie  | Pep Guardiola       | Manchester City         | İlkay Gündoğan        | Manchester City   | Bruno Fernandes  | Manchester United | [ 35 ] [ 36 ] [ 37 ] |
| Martie     | Thomas Tuchel       | Chelsea                 | Kelechi Iheanacho     | Leicester City    | Erik Lamela      | Tottenham Hotspur | [ 38 ] [ 39 ] [ 40 ] |
| Aprilie    | Steve Bruce         | Newcastle United        | Jesse Lingard         | West Ham United   | Jesse Lingard    | West Ham United   | [ 41 ] [ 42 ] [ 43 ] |
| Mai        | Jürgen Klopp        | Liverpool               | Joe Willock           | Newcastle United  | Edinson Cavani   | Manchester United | [ 44 ] [ 45 ] [ 46 ] |